# Gambrinus liga 2011/12
De Gambrinus liga 2011/12 was het negentiende seizoen van het Tsjechisch nationaal voetbalkampioenschap. Het ging van start op 17 juli 2011 en eindigde op 26 mei 2012.

## Clubs
| Club                       | Stad               | Stadion                                     | Afbeelding | Opening | Capaciteit |
| -------------------------- | ------------------ | ------------------------------------------- | ---------- | ------- | ---------- |
| FC Baník Ostrava           | Ostrava            | Bazaly                                      |            | 1959    | 17.372     |
| FK Baumit Jablonec         | Jablonec nad Nisou | Chance Arena                                |            | 1955    | 6280       |
| Bohemians 19051            | Vršovice, Praag    | Synot Tip Aréna                             |            | 2008    | 21.000     |
| FK Dukla Praag             | Dejvice, Praag     | Na Julisce                                  |            | 1960    | 4560       |
| SK Dynamo České Budějovice | České Budějovice   | Fotbalový stadion Střelecký ostrov          |            | 1940    | 6681       |
| FC Hradec Králové          | Hradec Králové     | Všesportovní stadion                        |            | 1966    | 7000       |
| FK Mladá Boleslav          | Mladá Boleslav     | Městský stadion Mladá Boleslav              |            | 2005    | 5000       |
| 1. FK Příbram              | Příbram            | Na Litavce                                  |            | 1955    | 9100       |
| SK Sigma Olomouc           | Olomouc            | Andrův stadion                              |            | 1940    | 12.556     |
| SK Slavia Praag            | Vršovice, Praag    | Synot Tip Aréna                             |            | 2008    | 21.000     |
| 1. FC Slovácko             | Uherské Hradiště   | Městský fotbalový stadion Miroslava Valenty |            | 2003    | 8121       |
| FC Slovan Liberec          | Liberec            | Stadion u Nisy                              |            | 1934    | 9900       |
| AC Sparta Praag            | Bubeneč, Praag     | Generali Arena                              |            | 1917    | 20.854     |
| FK Teplice                 | Teplice            | Stadion Na Stínadlech                       |            | 1973    | 18.221     |
| FC Viktoria Pilsen         | Pilsen             | Doosan Arena                                |            | 1955    | 12.500     |
| FK Viktoria Žižkov         | Žižkov, Praag      | Stadion FK Viktoria Žižkov                  |            | 1965    | 5600       |

1 Bohemians 1905 speelde het seizoen 2011/12 in het stadion Synot Tip Aréna van wijkgenoot SK Slavia Praag omdat het eigen stadion Ďolíček niet aan de eisen voldeed.

## Eindstand
|     | Club                       | WG | W  | G  | V  | DV | DT | P  |                                                |
| --- | -------------------------- | -- | -- | -- | -- | -- | -- | -- | ---------------------------------------------- |
| 1.  | FC Slovan Liberec          | 30 | 20 | 6  | 4  | 68 | 29 | 66 | Tweede voorronde UEFA Champions League 2012/13 |
| 2.  | AC Sparta Praag3           | 30 | 20 | 4  | 6  | 51 | 25 | 64 | Derde voorronde UEFA Europa League 2012/13     |
| 3.  | FC Viktoria Pilsen1        | 30 | 19 | 6  | 5  | 66 | 33 | 63 | Tweede voorronde UEFA Europa League 2012/13    |
| 4.  | FK Mladá Boleslav3         | 30 | 15 | 5  | 10 | 49 | 34 | 50 | Tweede voorronde UEFA Europa League 2012/13    |
| 5.  | FK Teplice                 | 30 | 12 | 10 | 8  | 36 | 30 | 46 |                                                |
| 6.  | FK Dukla Praag2            | 30 | 11 | 9  | 10 | 42 | 35 | 42 |                                                |
| 7.  | 1. FC Slovácko             | 30 | 12 | 5  | 13 | 29 | 29 | 41 |                                                |
| 8.  | FK Baumit Jablonec         | 30 | 11 | 7  | 12 | 54 | 43 | 40 |                                                |
| 9.  | 1. FK Příbram              | 30 | 11 | 6  | 13 | 44 | 56 | 39 |                                                |
| 10. | SK Dynamo České Budějovice | 30 | 9  | 8  | 13 | 30 | 51 | 35 |                                                |
| 11. | SK Sigma Olomouc3, 4       | 30 | 11 | 10 | 9  | 42 | 38 | 34 |                                                |
| 12. | SK Slavia Praag            | 30 | 8  | 10 | 12 | 28 | 34 | 34 |                                                |
| 13. | FC Hradec Králové          | 30 | 8  | 7  | 15 | 22 | 38 | 31 |                                                |
| 14. | FC Baník Ostrava           | 30 | 7  | 7  | 16 | 31 | 48 | 28 |                                                |
| 15. | Bohemians 1905             | 30 | 6  | 6  | 18 | 20 | 54 | 24 | Degradatie naar de Fotbalová národní liga      |
| 16. | FK Viktoria Žižkov2        | 30 | 5  | 4  | 21 | 23 | 55 | 19 | Degradatie naar de Fotbalová národní liga      |

1 FC Viktoria Pilsen was in dit seizoen de titelverdediger. 

2 FK Dukla Praag en FK Viktoria Žižkov waren in dit seizoen nieuwkomers, zij speelden in het voorgaande seizoen niet op het hoogste niveau van het Tsjechische voetbal. 

3 SK Sigma Olomouc kwalificeerde zich voor de Europa League door het winnen van de Ondrášovka Cup, maar werd door de UEFA niet toegelaten vanwege haar aandeel in een corruptieschandaal. Het opengevallen startbewijs voor de derde voorronde kwam hierop toe aan AC Sparta Praag en het tweede startbewijs voor de tweede voorronde aan FK Mladá Boleslav. 

4 SK Sigma Olomouc werd 9 punten in mindering gebracht vanwege haar aandeel in een corruptieschandaal.

## Statistieken

### Topscorers
25 doelpunten

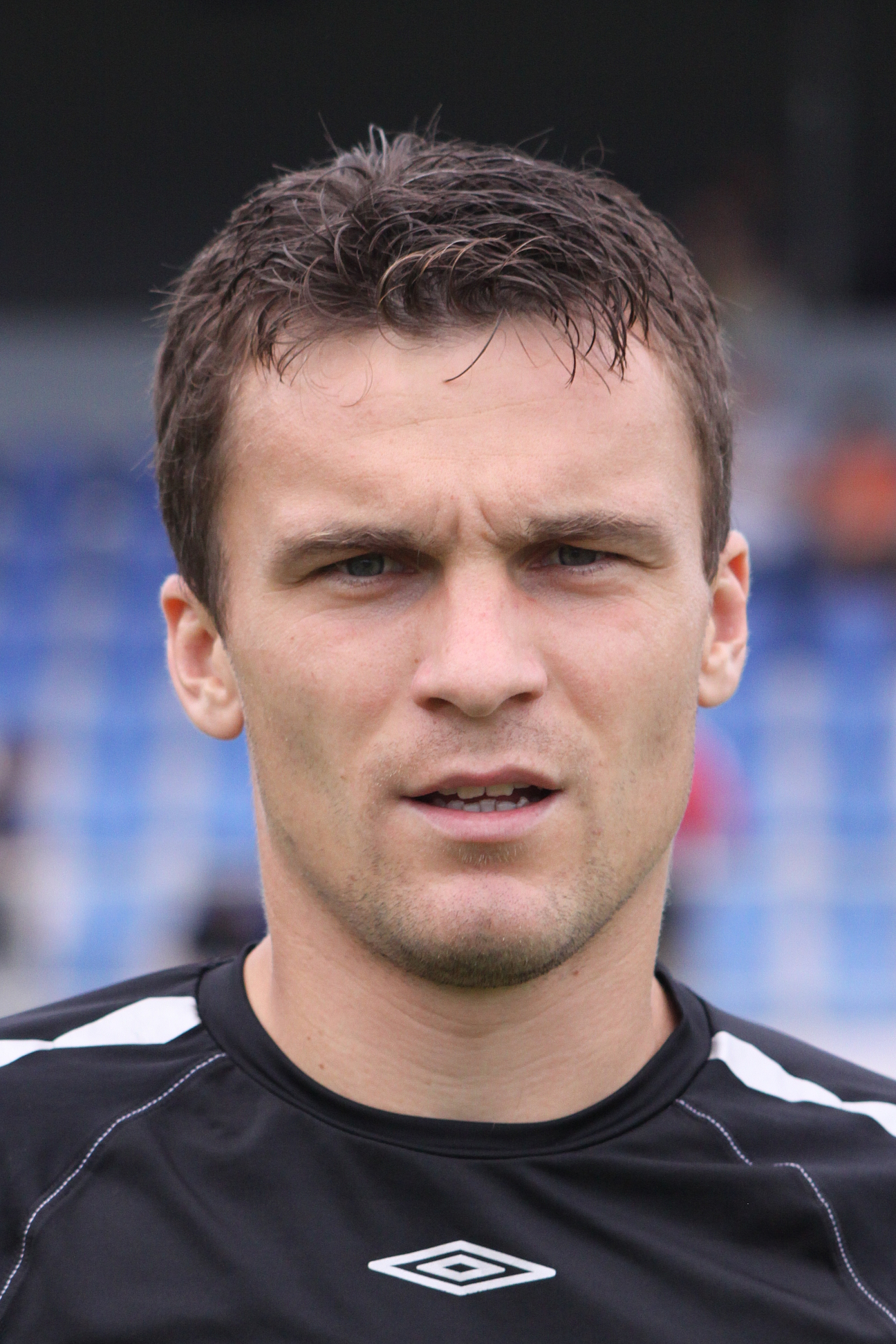
David Lafata

- David Lafata (FK Baumit Jablonec)

16 doelpunten
- Marek Bakoš (FC Viktoria Pilsen)

15 doelpunten
- Jiří Štajner (FC Slovan Liberec)

12 doelpunten
- Michal Berznaník (FC Slovan Liberec)

11 doelpunten
- Leonárd Kweuke (AC Sparta Praag)
- Ivan Lievata (FK Dukla Praag)
- Michael Rabušic (FC Slovan Liberec)

10 doelpunten
- Jan Chramosta (FK Mladá Boleslav)

9 doelpunten
- Libor Došek (1. FC Slovácko)

8 doelpunten
- Zdeněk Koukal (1. FK Příbram)
- Ajdin Mahmutović (FK Teplice)
- Zdeněk Ondrášek (SK Dynamo České Budějovice)
- Martin Šlapák (1. FK Příbram)

### Assists
16 assists
- Jiří Štajner (FC Slovan Liberec)

9 assists
- Daniel Kolář (FC Viktoria Pilsen)
- Michal Breznaník (FC Slovan Liberec)

7 assists
- Pavel Horváth (FC Viktoria Pilsen)
- Marek Jarolím (FK Baumit Jablonec)
- Michal Vepřek (SK Sigma Olomouc)
- Josef Šural (FC Slovan Liberec)
- Petr Malý (FK Dukla Praag)
- Jose Ferreira Da Silva Sandro (SK Dynamo České Budějovice)

6 assists
- Martin Lukeš (FC Baník Ostrava)
- Karel Piták (FK Baumit Jablonec)
- Milan Petržela (FC Viktoria Pilsen)
- Theodor Gebre Selassie (FC Slovan Liberec)
- Jan Chramosta (FK Mladá Boleslav)
- Marek Bakoš (FC Viktoria Pilsen)